# Liste des stations du métro de Porto

## Ligne A (Bleue)
Senhor de Matosinhos ←→ Estádio do Dragão
- Senhor de Matosinhos
- Mercado
- Brito Capelo
- Matosinhos Sul
- Câmara Matosinhos
- Parque de Real
- Pedro Hispano
- Estádio do Mar
- Vasco de Gama
- Senhora da Hora
- Sete Bicas
- Viso
- Ramalde
- Francos
- Casa da Música
- Carolina Michaelis
- Lapa
- Trindade (correspondance avec la ligne D)
- Bolhão
- Campo 24 de Agosto
- Heroísmo
- Campanhã
- Estádio do Dragão

## Ligne B (Rouge)
Póvoa de Varzim ←→ Estádio do Dragão
- Póvoa de Varzim
- São Brás
- Portas Fronhas
- Alto de Pega
- Vila do Conde
- Santa Clara
- Azurara
- Arvore
- Varziela
- Espaço Natureza
- Mindelo
- VC Fashion Outlet / Modivas
- Modivas Centro
- Modivas Sul
- Vilar do Pinheiro
- Lidador
- Pedras Rubras
- Verdes
- Crestins
- Esposade
- Custóias
- Fonte do Cuco
- Senhora da Hora
- Sete Bicas
- Viso
- Ramalde
- Francos
- Casa da Música
- Carolina Michaëlis
- Lapa
- Trindade (correspondance avec la ligne D)
- Bolhão
- Campo 24 de Agosto
- Heroísmo
- Campanhã
- Estádio do Dragão

## Ligne C (Verte)
ISMAI ←→ Estádio do Dragão
- ISMAI
- Castêlo da Maia
- Mandim
- Zona Industrial
- Fórum
- Parque da Maia
- Custió
- Araújo
- Pias
- Cândido dos Reis
- Fonte do Cuco
- Senhora da Hora
- Sete Bicas
- Viso
- Ramalde
- Francos
- Casa da Música
- Carolina Michaëlis
- Lapa
- Trindade (correspondance avec la ligne D)
- Bolhão
- Campo 24 de Agosto
- Heroísmo
- Campanhã
- Estádio do Dragão

## Ligne D (Jaune)
Santo Ovídio  ←→ Hospital de S. João
- João de Deus
- Câmara Gaia
- General Torres
- Jardim do Morro
- S. Bento
- Aliados
- Trindade (correspondance avec les lignes A, B, C, E, F)
- Faria Guimarães
- Marquês
- Combatentes
- Salgueiros
- Pólo Universitário
- IPO
- Hospital São Joã

## Ligne E (Violette)
Aeroporto ←→ Estádio do Dragão
- Aeroporto
- Botica
- Verdes
- Crestins
- Esposade
- Custóias
- Fonte do Cuco
- Senhora da Hora
- Sete Bicas
- Viso
- Ramalde
- Francos
- Casa da Música
- Carolina Michaëlis
- Lapa
- Trindade (correspondance avec la ligne D)
- Bolhão
- Campo 24 de Agosto
- Heroísmo
- Campanhã
- Estádio do Dragão

## Ligne F (Orange)
Senhora da Hora ←→ Fanzeres
- Senhora da Hora
- Sete Bicas
- Viso
- Ramalde
- Francos
- Casa da Música
- Carolina Michaëlis
- Lapa
- Trindade (correspondance avec la ligne D)
- Bolhão
- Campo 24 de Agosto
- Heroísmo
- Campanhã
- Estádio do Dragão
- Contumil
- Nasoni
- Nau Vitória
- Levada
- Rio Tinto
- Campainha
- Baguim
- Carreira
- Venda Nova
- Fanzeres